# الهه (فیلم ۱۹۹۹)
الهه 
(به تلوگویی: Devi) و (به انگلیسی: Goddess) فیلمی هندی محصول سال ۱۹۹۹ و به کارگردانی کودی راماکریشنا است. در این فیلم بازیگرانی همچون نراواندا پریما، وانیتا، شیجو، ابو سلیم و بانوچاندر ایفای نقش کرده‌اند.